# Karmrak
Karmrak är en sjö i Armenien.   Den ligger i provinsen Ararat, i den centrala delen av landet, 50 kilometer öster om huvudstaden Jerevan. Karmrak ligger 2 338 meter över havet.
Trakten runt Karmrak består i huvudsak av gräsmarker. Runt Karmrak är det ganska tätbefolkat, med 155 invånare per kvadratkilometer.